# Shahrestān di Heris
Lo shahrestān di Heris o Harīs (farsi شهرستان هریس) è uno dei 19 shahrestān dell'Azarbaijan orientale, in Iran. Il capoluogo è Heris. Lo shahrestān è suddiviso in 2 circoscrizioni (bakhsh):
- Centrale (بخش مرکزی)
- Khvajeh (بخش خواجه)